# Bancs publics (Versailles Rive-Droite)
Pour les articles homonymes, voir Banc public (homonymie).
Pour plus de détails, voir Fiche technique et Distribution.
Bancs publics (Versailles Rive-Droite) est un film français de Bruno Podalydès tourné en 2007 et sorti en 2009.

## Synopsis
Un matin, Lucie et ses collègues de travail aperçoivent, suspendue au balcon d'une fenêtre de l'immeuble en face du leur, une banderole sur laquelle il est écrit : « HOMME SEUL ». Ce message de détresse ne manque pas d'attiser toutes les curiosités.
Le film dépeint une galerie de personnages vivant ou travaillant à Versailles, entre l'immeuble de bureaux avec ses employés, le square du quartier avec ses habitués, et le magasin de bricolage avec ses vendeurs et ses clients.

## Fiche technique
- Titre : Bancs publics
- Réalisation : Bruno Podalydès

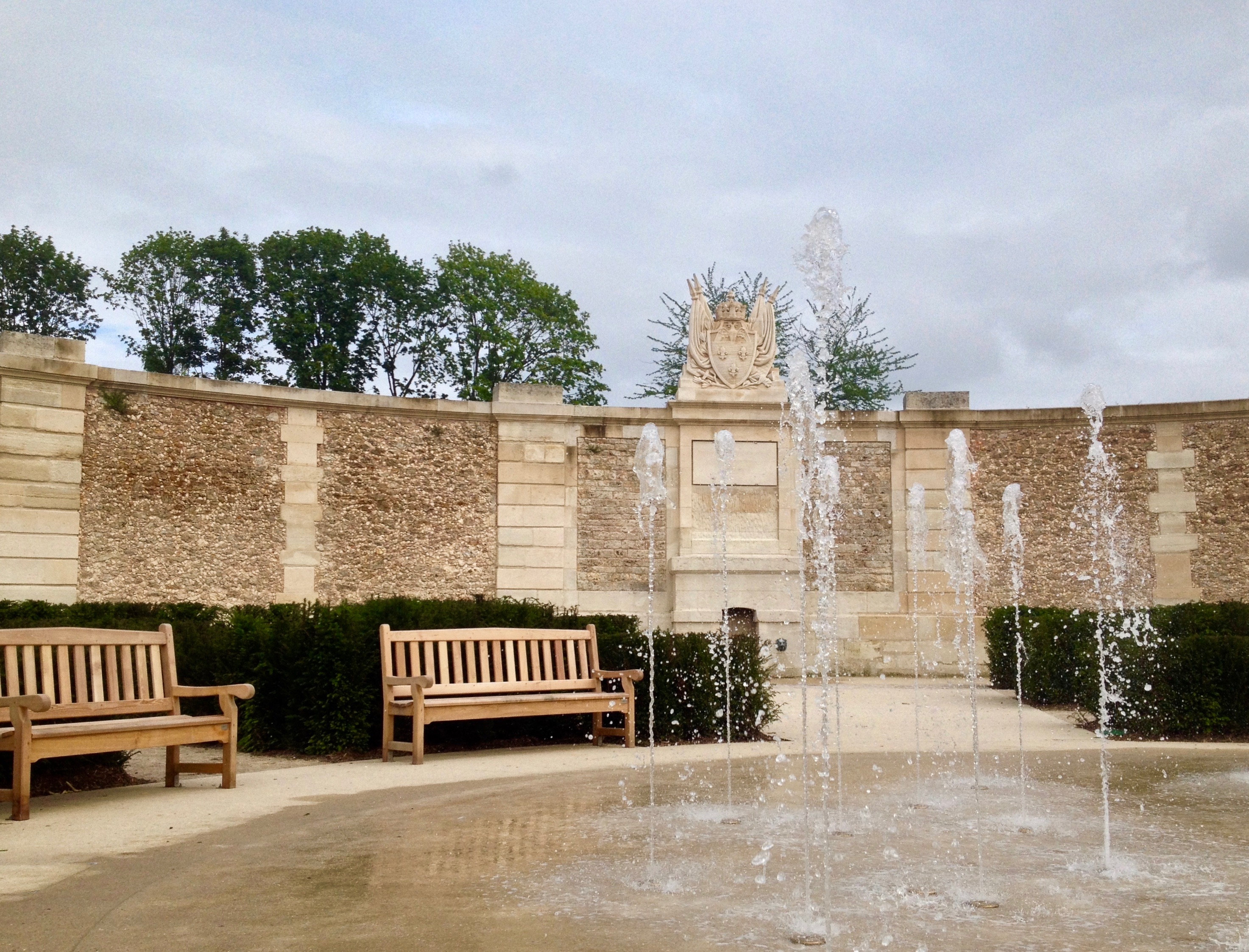
Le square des Francine, où ont été tournées des scènes du film.

- Scénario : Bruno Podalydès, Olivia Basset et Denis Podalydès (pour le Brico Dream)
- Musique originale : David Lafore et Ezéchiel Pailhès
- Photographie : Yves Cape
- Montage : Jean-Denis Buré et Emmanuelle Castro
- Décors : Marie Cheminal
- Costumes : Dorothée Guiraud
- Durée : 110 minutes
- Genre : comédie
- Pays de production :  France
- Langue : français
- Couleur : couleur
- Société de production : Why Not Productions
- Société de distribution : UGC
- Dates de sortie : 
  - France : 5 juillet 2009 (Paris Cinéma)
  - France : 8 juillet 2009 (national)
  - Belgique : 12 août 2009

## Distribution
- Denis Podalydès : Aimé Mermot
- Florence Muller : Lucie, la secrétaire chez Gifarep
- Pierre Arditi : M. Borelly, le PDG de Gifarep (aussi Gyfarep sur une diapositive)
- Hippolyte Girardot : le premier cadre
- Josiane Balasko : Solange Renivelle
- Michel Vuillermoz : le second cadre
- Didier Bourdon et Marcel Loshouarn : les « capitaines » des bateaux télécommandés
- Chantal Lauby : Pascale, une collègue de Lucie
- Chiara Mastroianni : la mère de Marianne
- Claude Rich : un joueur de backgammon
- Michel Aumont : un joueur de backgammon
- Catherine Deneuve : la cliente à l'armoire
- Olivier Gourmet : Maurice Bégeard, membre de la « Brico Team »
- Nicole Garcia : Mme Zerfuss, la femme à la radio dans le square
- Vincent Elbaz : Thierry, le jogger ancien élève de Mme Zerfuss
- Élie Semoun : le dragueur
- Thierry Lhermitte : le médecin, voisin Mermot
- Isabelle Candelier : la femme quittée du square
- Mathieu Amalric : le père au landau
- Emmanuelle Devos : la mère d'Arthur
- Bernard Campan : le voisin méfiant
- Julie Depardieu : la femme du voisin méfiant
- Samir Guesmi : Romain, membre de la « Brico Team »
- Patrick Ligardes : Paul, membre de la « Brico Team »
- Amira Casar : la cliente aux douilles
- Benoît Poelvoorde : le client aux patères
- Bruno Solo : le client à la truelle
- Michael Lonsdale : le client au paillasson
- Bruno Podalydès : Bretelle, le patron du magasin de bricolage
- Ridan : le chanteur du métro
- Jérôme Paret : un guitariste
- Éric Elmosnino : le vagabond du square
- Philippe Uchan : le client à la perceuse
- Guilaine Londez : la cliente au papier peint (la mère)
- Pascal Légitimus : le client à la foreuse
- Micheline Dax : la voisine philosophe
- George Aguilar : Gary (l'homme de ménage)
- Laure Calamy : Opportune, la caissière chez Brico Dream
- Estelle Chailloux : la fée du bricolage (vidéo)
- Robin Londinsky : le présentateur vidéo
- Pierre Guinot Déléry : le client au mitigeur
- Émeline Bayart : Amandine
- Jean-Noël Brouté : un dragueur / l'homme à la brouette
- Blandine Lenoir, Olivia Machon, Olivier Deparis, Sylvain Solustri et Aude Chrétien : les collègues
- Manuel Le Lièvre : le petit coursier
- Ange Ruzé : le jeune employé
- Pierre Diot : l'employé strict
- Éric Prat : l'habitant qui ouvre la porte de l'immeuble
- Auguste Yvan : le fils du voisin méfiant
- Agathe Natanson : la voisine cocotte minute
- Lou-Nil Font : l'homme à l'iPod
- Agathe Lebourdonnec : la femme à l'iPod
- Simon Bakhouche : l'homme convalescent
- Stéphanie Cléau : la mère au landau
- Lola Jederowicz : le Pinpin
- Françoise Gillard : la mère au Pinpin
- Catherine Rich : la jeune grand-mère
- Jules Trouillard : Bastien
- Andréane Brézillon : la sœur de Bastien
- Christine de Neves da Rocha : la dame à la myrtille
- Nino Podalydès : Arthur
- Louise Caucheteux : Marianne
- Pierre Lupone : Paul enfant
- Lucile Aimard : l'adolescente à l'air grave
- Marc Averseng : l'adolescent à l'air grave
- Tronchet : le policier
- Cécile Bouillot : la policière

## Autour du film
- Le film est émaillé de nombreux clins d'œil au diptyque de films Le Mystère de la chambre jaune/Le Parfum de la dame en noir également réalisés par Bruno Podalydès et dont la plupart des acteurs sont présents ici (à l'exception de Sabine Azéma et Zabou Breitman).
- Le film a été tourné à Versailles, mais contrairement à ce que pourrait laisser penser le titre, le square emblématique du film (square des Francine, ou jardin des Francine) ne se situe pas dans le quartier « Rive droite » mais bel et bien dans le quartier « Rive gauche ». Lors du tournage du film (2009) il n'existait pas encore la connexion directe avec la gare du même nom, à l'extrémité sud-est de l'avenue de Sceaux. Et, de fait, ce jardin était essentiellement utilisé par les habitants, employés et enfants du quartier Saint-Louis.
- Certains plans ont été filmés rue Édouard-Charton, qui donne sur le square. Le magasin de bricolage se trouve au 50, avenue de Sceaux. Il s'agit d'une ancienne maison de peinture dont la façade en mosaïque indique le créateur : « André Paille ».
- On notera que le film Versailles Rive-Gauche (moyen métrage) a été tourné dans le quartier Versailles Rive-Droite. Y a-t-il un sens caché dans cette inversion ? Car Versailles rive droite est composé de nombreux quartiers populaires alors que Versailles rive gauche, et son fameux quartier Saint-Louis, est essentiellement composé de maisons bourgeoises.

Logo Commons

- Dans la partie « Bricodream » du film, les collègues du personnage interprété par Denis Podalydès lui collent à son insu un autocollant qu'il traîne un certain moment. Affublé du terme « Inoxydable », cet autocollant a la particularité d'arborer le logo de Wikimedia Commons, la médiathèque de Wikipédia.
- Bruno Podalydès a l'habitude de glisser dans ses films un clin d'œil à Tintin. Dans le présent film, le personnage incarné par Bernard Campan évoque la présence de troupes françaises en Syldavie, pays imaginaire des aventures de Tintin. Un plan montrant Josiane Balasko vers la fin du film contient une maquette de la fusée lunaire de Tintin en arrière-plan.
- Dans la scène au jardin public, le personnage joué par Nicole Garcia écoute une émission à la radio. On peut y entendre Pierre Arditi lire un texte écrit par le philosophe Alain (Émile Chartier) : « Qu'as-tu appris à la guerre ? ».

## Réception critique
- Pour Télérama, Guillemette Odicino salue « une comédie en kit » où « Bruno Podalydès confirme son talent pour le burlesque. » et où « les mots et les objets sont les plus forts »[2].
- Christophe Carrière pour L'Express souligne un « chassé croisé réussi » empreint « du sceau Podalydès, faisant la part belle à une minutieuse et empathique observation de son prochain »[1].
- En revanche, Vincent Malausa dans Chronic'Art est globalement déçu par le film. Il a apprécié la séquence dans le magasin de bricolage Brico-Dream mais n'a pas du tout apprécié « l'interminable séquence du parc » et trouve ce plan séquence « artificiel »[3].